# Cédric Theval
Cédric Theval (ur. 14 maja 1975) – francuski zapaśnik walczący w stylu klasycznym. Zajął siódme miejsce na mistrzostwach świata w 1999. Dziesiąty na mistrzostwach Europy w 2001. Czwarty na igrzyskach śródziemnomorskich w 2001. Trzeci w Pucharze Świata w 2001 roku.
Siedmiokrotny mistrz Francji w latach: 1995, 1996, 1998 – 2001 i 2004; drugi w 1997, a trzeci w 1994 roku.